# Balearjosari
Balearjosari is een bestuurslaag in het regentschap Malang van de provincie Oost-Java, Indonesië. Balearjosari telt 7821 inwoners (volkstelling 2010).